# Pointe de Vorlaz
La pointe de Vorlaz (prononcer Vorle ou Vourle localement) est une montagne de Haute-Savoie, située dans le massif du Chablais, qui culmine à 2 346 mètres d'altitude.
Elle est située au cœur du domaine skiable des Portes du Soleil, à proximité immédiate de la station d'Avoriaz.

## Géographie

### Situation
La pointe de Vorlaz est le 4e sommet du Chablais savoyard (après les Hauts-Forts, le mont de Grange et les Cornettes de Bise). Elle est le point culminant de la commune de Montriond.
Ce site constitue la partie amont de la vallée de Chéravaux (comprenant notamment des sites emblématiques tels que le lac de Montriond, la cascade d’Ardent, le village des Lindarets, la cascade des Brochaux). C’est également la tête du bassin versant de la Dranse de Montriond.

### Géologie
D’un point de vue géologique, la pointe de Vorlaz et les combes associées (combe des Drobounes, combe de Cases et versant de Cuboré) sont structurées par la nappe de la Brèche. Cela correspond à une couverture sédimentaire (nappe de charriage) de la marge sud du microcontinent briançonnais et sa transition vers le paléo-océan liguro-piémontais. Elle est constituée d’épais niveaux bréchiques résultant du démantèlement de blocs basculés. La nappe de la Brèche compose la grande partie des préalpes du Chablais.

### Faune et flore
La pointe de Vorlaz et ses combes abritent de nombreuses espèces protégées, notamment : 
- 44 espèces d’oiseaux ;
- 11 espèces de flore ;
- 2 espèces d'amphibiens ;
- 1 espèce de reptile ;
- 1 espèce de papillon de jour ;
- 1 espèce de mammifère.

## Zone de protection de biotopes
Un arrêté préfectoral de protection de biotopes (APPB) a été pris le 27 mars 2025 après une demande de la commune de Montriond de préserver le patrimoine naturel présent sur ce site.
La zone de protection couvre une surface d'environ 185 hectares.
Il s'agit du 50e APPB pris dans le département de la Haute-Savoie. La création de cette aire protégée s'intègre dans la mise en œuvre de la stratégie pour les aires protégées (SAP) 2030.
Le règlement interdit notamment :
- la pénétration et le stationnement avec tout type de véhicules à moteur ;
- le survol en dessous de 150 mètres du sol par tout type d'aéronef, motorisé ou non, ainsi que télépiloté ;
- la pénétration des chiens non tenus en laisse. Les chiens tenus en laisse sont tolérés uniquement sur le chemin des Brochaux ;
- le camping et le bivouac sous une tente ou dans tout autre abri ;
- la circulation avec un cycle, ainsi que tout engin de déplacement personnel ;
- la pratique de toute forme d'escalade du 15 mars au 31 juillet ;
- l'abandon, la dépose et le déversement de tous produits chimiques, matériaux ou autres déchets de toute nature que ce soit ;
- la destruction, la coupe, la mutilation, l'arrachage, la cueillette et l'introduction d'une manière ou d'une autre de toute espèce végétale, de leurs fructifications ou tout autre forme prise par ces espèces au cours de leur cycle biologique ;
- la destruction, capture, mutilation et perturbation intentionnellement ou l’introduction de toute espèce d’animal, quel qu’en soit leur stade de développement, qu’ils soient vivants ou morts, ainsi que leurs nids ou refuges ;
- la destruction, l’altération, la dégradation des habitats d’espèces protégées ;
- la réalisation tous travaux publics ou privés susceptibles de modifier l'état ou l'aspect des lieux, notamment la réalisation d’aménagements pour des activités touristiques et/ou sportives, toute forme d’urbanisation, la destruction ou l’altération des zones humides ;
- de faire du feu, sous quelque forme que ce soit ;
- de troubler le calme et la tranquillité du site par l'usage de tout instrument sonore ou toute source lumineuse.

Des régimes dérogatoires pour certaines activités ou groupe de personnes existent.